# Climatização

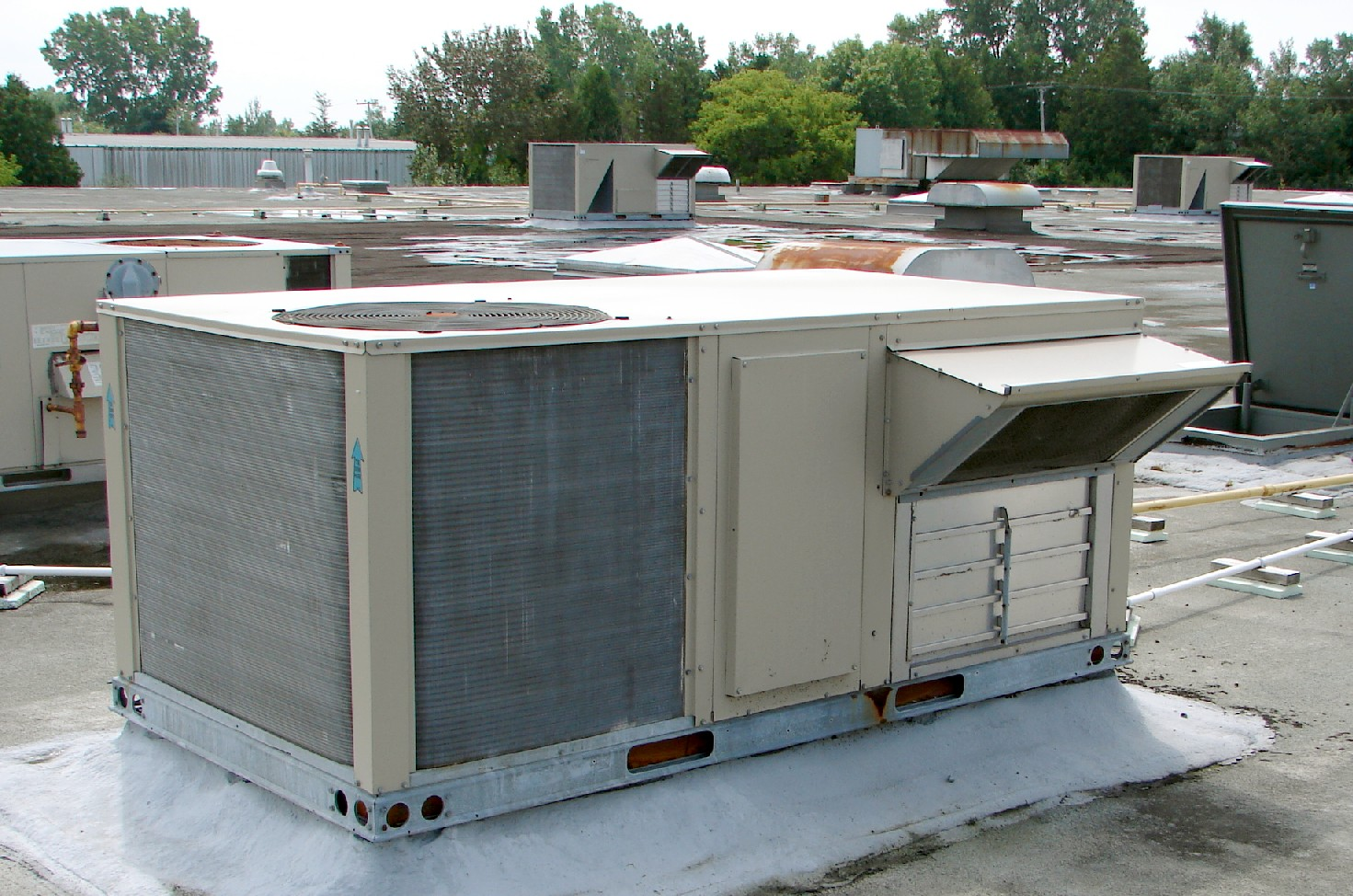
Unidade de tratamento de ar do sistema de AVAC de um edifício.

Climatização é a definição dada ao processo de fazer com que um meio ambiente qualquer permaneça numa faixa de temperatura simpática aos organismos biológicos que se quer preservar. A AVAC ou HVAC constitui a tecnologia destinada ao conforto ambiental interior, sobretudo em edifícios e em veículos. O conforto do aquecimento é condicionado pelo ar quente que saí do lado exterior para o interior através de ventoinhas forçadas por motores bipolares. Tanto "AVAC" como "HVAC" são siglas que significam "aquecimento, ventilação e ar condicionado" (em inglês "heating, ventilating and air conditioning"), referindo-se às três funções principais e intimamente relacionadas daquela tecnologia. Ocasionalmente, a refrigeração também é incluída no âmbito desta tecnologia, que passa então a ser referida pelas siglas AVACR, AVAC/R, AVAC-R ou AVAC&R ou as correspondentes HVACR, HVAC/R, HVAC-R e HVAC&R.
O projeto de sistemas de AVAC é um dos principais campos de atividade da engenharia mecânica, utilizando os princípios da termodinâmica, da mecânica dos fluídos e da transferência de calor. A AVAC é particularmente importante no projeto de edifícios industriais e de serviços de média ou grande dimensão, bem como no projeto de instalações com ambientes especiais, como aquários e laboratórios. Estes locais obrigam a um estrito controlo das condições ambientais, especialmente em termos de temperatura, de humidade e de renovação do ar.
O máximo é compreendido em função da quantidade relativa de água que tem no ar e a temperatura transmitida no momento.
Esse tipo de climatização que fornece ao meio ambiente humidade e oxigenação, atualmente é utilizada dentro de estufas agrícolas, granjas, e atualmente faz parte dos sistemas de resfriamentos abertos em prédios cuja arquitetura é considerada, inteligente.
Por usar o simples princípios copiados da natureza de evaporação da água, em função de seu calor latente, estes sistemas consomem pouquíssima energia, a assim são considerados sistemas que tendem a ser usados num futuro bem próximo.
O sistema de climatização de atomização e nebulização da água são de resfriamento simples que fazem cair a temperatura cerca de 4 ou 5 graus, porém outros sistemas de trocas de temperaturas como a criotecnia que tratam do meio ambiente, ou sistemas de distilação que utilizam energia eletrica ou não, também fazem uso desse recurso para o otimização de seu rendimento.
A climatização de uma casa muitas vezes é feita recorrendo a sistemas de ar condicionado, sistemas de purificação do ar, sistemas de aquecimento central ou sistemas de ventilação. Todos estes mecanismos tornam possível modificar a temperatura do ar nos interiores dos espaços, nomeadamente das habitações. Estes sistemas devem ser instalados por empresas especializadas em sistemas de climatização.

## Origem
A origem da tecnologia de AVAC baseia-se em invenções e descobertas levadas a cabo por pessoas como Nikolay Lvov, Michael Faraday, Willis Carrier, Reuben Trane, James Joule, William Rankine, Sadi Carnot e muitos outros. A invenções dos componentes do que viriam a ser os sistemas de AVAC acompanhou de perto a Revolução Industrial. Ainda hoje em dia, novos métodos de modernização, de aumento da eficiência e de controlo dos sistemas são constantemente introduzidos por empresas e inventores de todo o mundo.
As três funções centrais de aquecimento, de ventilação e de condicionamento de ar estão inter-relacionadas, proporcionando conforto térmico e qualidade do ar interior (QAI) aceitáveis, com custos viáveis de instalação, operação e manutenção. Os sistemas de AVAC fornecem ventilação, reduzem a infiltração do ar e mantêm as relações de pressão entre espaços. Nos edifícios modernos, o projeto, instalação e controlo destas funções está integrado num ou mais sistemas de AVAC. Em edifícios de muito pequena dimensão, é normalmente o próprio empreiteiro a dimensionar e a escolher o equipamento e os sistemas de AVAC a instalar. Já em edifícios maiores, a análise, o projeto e a especificação dos sistemas de AVAC fica normalmente a cargo de engenheiros especialistas, sendo a instalação e montagem daqueles realizada por subempreiteiros especializados em instalações especiais. Hoje em dia, na maioria dos países, existe legislação a definir as condições em que os sistemas de AVAC devem ser projetados, instalados, mantidos e operados, bem como quem está habilitado para isso.
O ramo da AVAC constitui, hoje em dia, uma importante atividade económica a nível mundial, existindo empresas de produção, de venda ou de instalação daqueles sistemas em quase todas as cidades do mundo. Este ramo é também uma grande empregador, garantindo inúmeras oportunidades de carreira, em áreas que vão da operação e manutenção até ao projeto e investigação, passando pelas vendas.

## Aquecimento

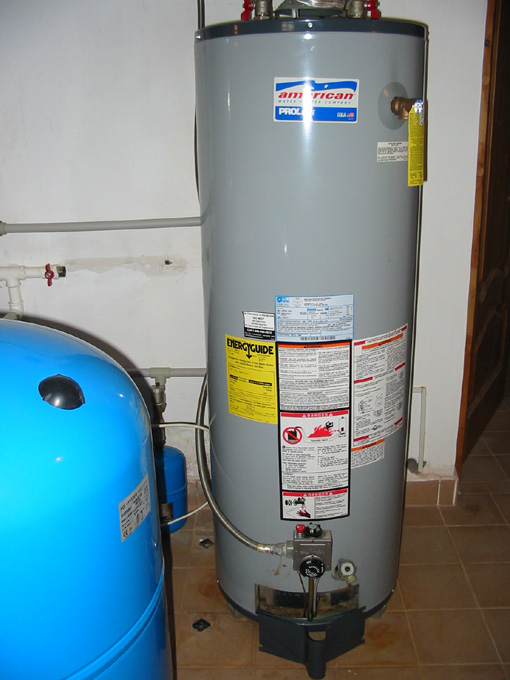
Depósito acumulador de água quente.

Existem muitos tipos diferentes de sistemas de aquecimento. O aquecimento central é frequentemente usado em climas frios para aquecimento de casas e de edifícios públicos. Estes sistemas incluem caldeiras, fornalhas e bombas de calor para o aquecimento de água ou de ar, concentrados num local central, como uma casa da fornalha ou uma casa das caldeiras. O uso da água como meio de transferência de calor é conhecido como "hidrónica". Cada sistema de aquecimento também inclui ou tubagens em sistemas de ar forçado ou canalizações para distribuição de água aquecida e radiadores para transmissão do calor daquela para o ar ambiente. O termo "radiador" neste contexto é um pouco enganador, uma vez que a maioria da transferência de calor - a partir do permutador de calor - é feita por convecção e não por radiação. Os radiadores podem ser montados tanto nas paredes como enterrados no pavimento.
Em sistemas alimentados por caldeira e de aquecimento por radiação, todos os sistemas - excepto os muito simples - incluem uma ou mais bombas para fazerem a água circular e assegurarem uma distribuição igual de calor por todos os radiadores. A água aquecida também pode servir para alimentar outro permutador de calor (secundário) dentro de um termoacumulador para proporcionar águas quentes sanitárias.
Os sistemas de ar forçado enviam o ar através de condutas e tubagens. Durante o tempo quente, as mesmas condutas podem ser usadas para condicionamento de ar. O ar forçado também pode ser filtrado ou tratado.
O aquecimento também pode ser realizado através do uso de resistências elétricas, que consistem em filamentos que aquecem ao serem atravessados por corrente elétrica. Este tipo de aquecimento é frequentemente encontrado em aquecedores portáteis e como sistema de reserva ou suplementar do sistema de bomba de calor.
Os elementos de aquecimento (radiadores ou respiradores) deverão ser colocados na parte mais fria de um compartimento - tipicamente próxima de um janela - de modo a minimizar a condensação e o desvio da corrente de ar convectiva formada no compartimento em virtude do ar próximo à janela se tornar mais pesado devido à temperatura mais baixa. Os dispositivos que afastam os respiradores das janelas para prevenção da perda de calor são projetados com este intento. As correntes de ar frio podem contribuir significativamente para um sentimento subjetivo de frio em relação à temperatura média do compartimento. Assim, é importante controlar o vazamento de ar a partir do exterior, além de um adequado projeto do sistema de aquecimento.
A invenção do aquecimento central é frequentemente creditada aos antigos Romanos, os quais instalaram sistemas de condutas de ar - chamadas "hipocaustos" - em paredes e pavimentos dos banhos públicos e vilas privadas.

## Ventilação
A ventilação constitui o processo de trocar ou substituir o ar em qualquer espaço, com os objetivos de controlar a temperatura, de renovar o oxigénio e de remover humidade, odores, fumos, calor, poeiras, bactérias do ar e dióxido de carbono. A ventilação inclui tanto a troca de ar com o exterior como a circulação de ar no interior do edifício. É um dos fatores mais importantes para manter uma aceitável qualidade do ar interior (QAI) em edifícios. Essencialmente, a ventilação de um edifício pode ser feita de duas formas: a mecânica ou forçada e a natural.

### Ventilação mecânica

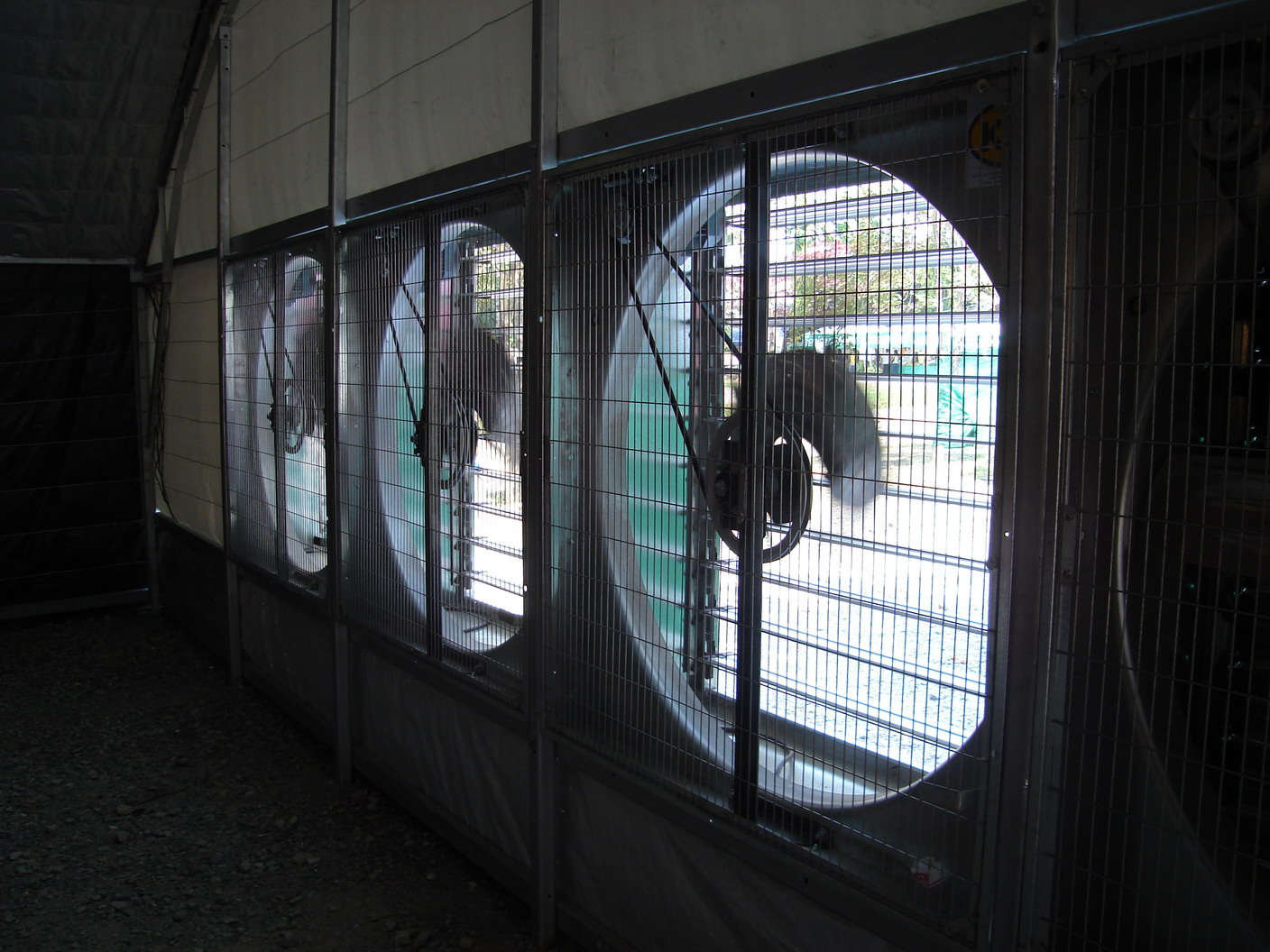
Ventiladores mecânicos.

A ventilação mecânica ou ventilação forçada é usada para controlar a qualidade do ar interior. O excesso de humidade, os odores e os contaminantes podem normalmente ser controlados através de diluição ou de substituição pelo ar exterior. Contudo, em climas húmidos, será necessária muita energia para remover o excesso de humidade do ar de ventilação.
Tipicamente, as cozinhas e as instalações sanitárias dispõem de exaustores mecânicos para controlar os odores e, ocasionalmente, a humidade. O projeto desses sistemas deve ter em conta fatores como o caudal - que é uma função da velocidade do ventilador e do tamanho da sua secção - e o nível de ruído. Se as condutas para os ventiladores atravessarem espaços não aquecidos, as tubagens deverão ser isoladas para evitar a condensação no seu interior.
As ventoinhas de teto, de mesa ou de pavimento fazem circular o ar dentro de um compartimento com o objetivo de reduzir a temperatura perceptível, através da evaporação da transpiração da pele dos seus ocupantes. Uma vez que o ar quente sobe, as ventoinhas de teto podem ser usados para manter um compartimento mais quente no inverno através da circulação do ar quente estratificado, do teto para o pavimento. Contudo, as ventoinhas não proporcionam ventilação no sentido de "troca de ar com o exterior".

### Ventilação natural

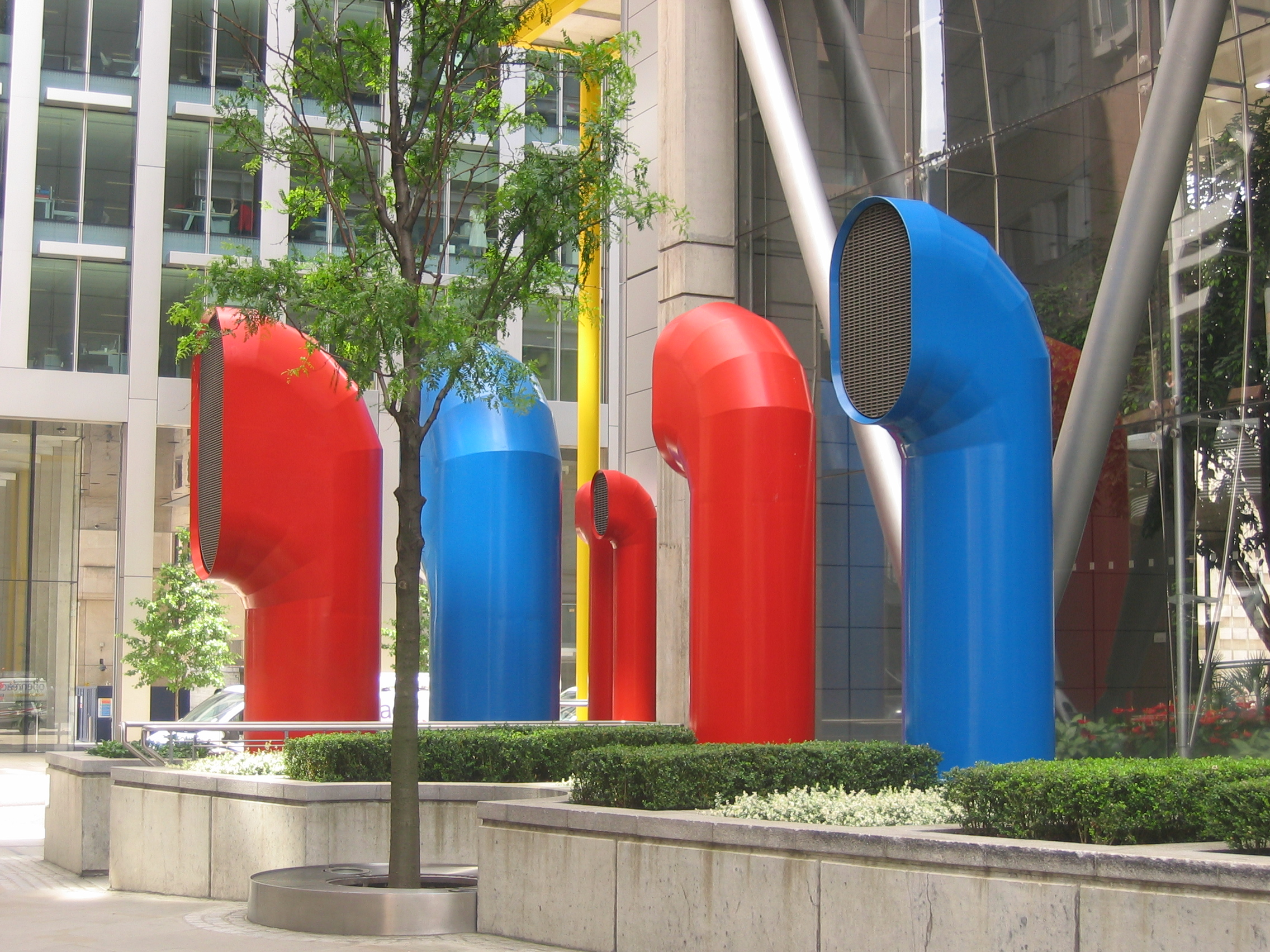
Respiradouros para ventilação natural de um edifício.

A ventilação natural consiste na ventilação de um edifício com ar proveniente do exterior sem a utilização de ventiladores nem de outros sistemas mecânicos.
Em espaços pequenos e simples, a ventilação natural pode ser conseguida através do uso de simples janelas abertas ou de respiradouros. Em sistemas mais complexos, pode deixar-se subir o ar quente no interior do edifício, em direção a clarabóias abertas em zonas superiores (efeito de chaminé), forçando assim o ar frio exterior a entrar naturalmente dentro do edifício através de aberturas nas suas zonas inferiores. Estes sistemas consomem muito pouca energia, mas têm que ser projetados de um modo muito rigoroso de forma a que o conforto dos ocupantes fique assegurado. Em muitos climas, nos meses mais quentes ou mais húmidos, manter o conforto térmico utilizando apenas a ventilação natural pode não ser possível, obrigando à utilização de sistemas convencionais de ar condicionado como reserva.
Os sistemas economizadores a ar desempenham as mesmas funções da ventilação natural, mas utilizando meios mecânicos como ventiladores, tubagens e sistemas de controlo para introduzir e distribuir o ar fresco exterior quando apropriado.

## Ar condicionado

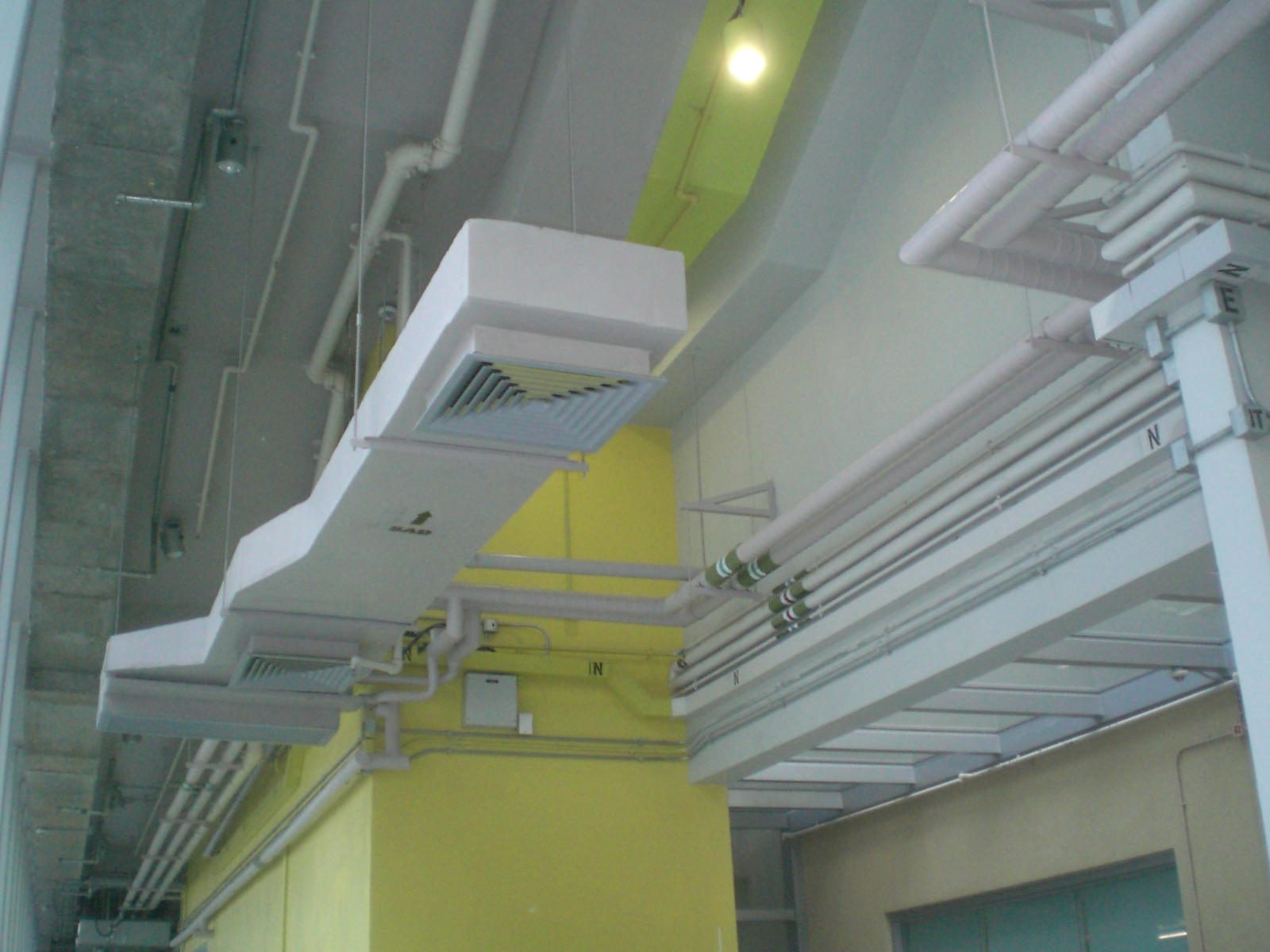
Condutas de ar de um sistema de ar condicionado central.

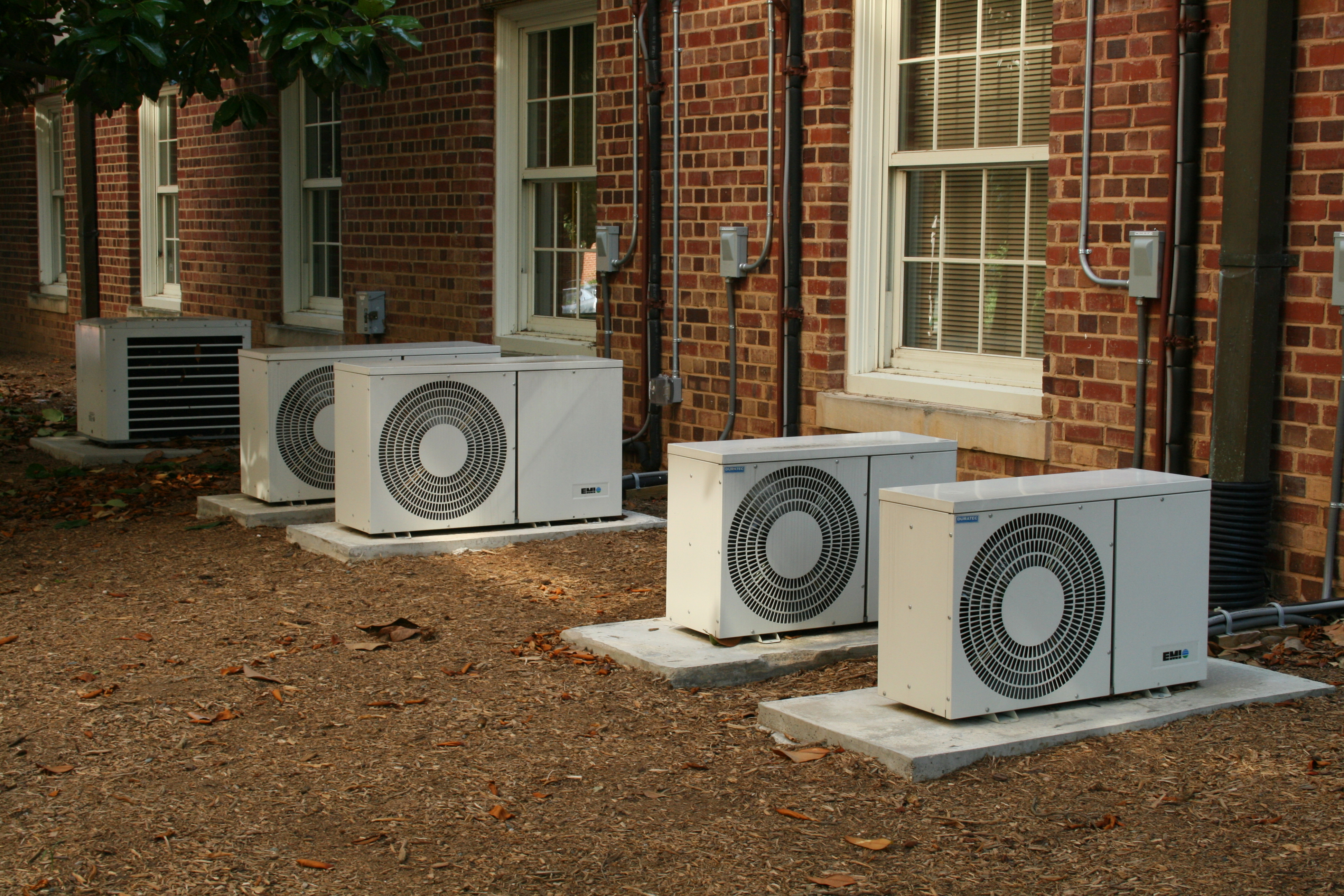
Secções exteriores de condensação de unidades de ar condicionado do tipo split.

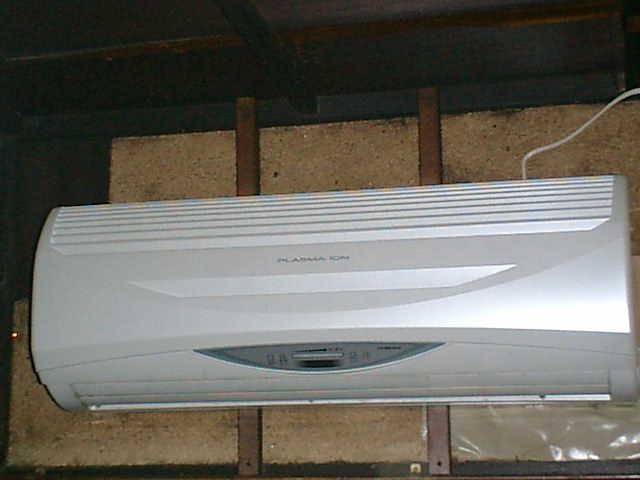
Secção interior de vaporização de uma unidade de ar condicionado do tipo split.

O ar condicionado e a refrigeração são obtidos através da remoção do calor. A definição de frio é a de "ausência de calor" e todos os sistemas de ar condicionado funcionam segundo este princípio básico. O calor pode ser removido, por irradiação, por convecção ou por aquecimento-arrefecimento, através de um processo conhecido por "ciclo de refrigeração". Os meios de condução - incluindo água, ar, gelo e químicos - são referidos como "refrigerantes".
Um sistema integrado de ar condicionado ou um ar condicionado autónomo, fornece arrefecimento, ventilação e controle de humidade à totalidade ou a parte de um edifício ou veículo. O ciclo de refrigeração consiste em quatro fases essenciais para a criação de um efeito de resfriamento. Um compressor comprime o refrigerante. A compressão faz com que o refrigerante vaporizado se torne mais denso, libertando calor neste processo. O vapor comprimido é então arrefecido, através da permutação de calor com o ar exterior, condensando-se na serpentina do condensador e transformando-se em líquido. O refrigerante líquido é então bombeado para o interior do edifício, onde entra num evaporador. Neste evaporador, pequenos bicos pulverizam o refrigerante líquido para uma câmara, no interior da qual a pressão baixa, permitindo que o refrigerante se evapore. Como a evaporação absorve o calor em seu redor, essa área em redor arrefece, com o evaporador a retirar, portanto, calor ao ambiente e a colocá-lo no sistema. O refrigerante em vapor volta então a ser enviado para o compressor, repetindo-se o ciclo. Um sistema de contagem (referido como "orifício") age como restrição ao sistema no evaporador, de modo a assegurar que o refrigerante flui para aquele com o caudal apropriado, o que evita que o refrigerante volte ao compressor em estado líquido e permite o controlo da taxa de permutação de calor no evaporador.
Os sistemas de ar condicionado central, totalmente a ar, são frequentemente instalados em residências e edifícios de serviços modernos, mas são dificilmente adaptáveis a edifícios que não foram originalmente projetados para os receber. Isso deve-se sobretudo ao elevado volume de espaço que tem de existir disponível para ser ocupado pelas grandes condutas de ar utilizadas pelo sistema. Um sistema de condutas tem que ter uma manutenção muito cuidada de modo a prevenir o crescimento de bactérias patogénicas no seu interior.
Uma alternativa às grandes condutas de ar consiste no uso de ventiloconvectores ou de unidades split (compressor e evaporador instalados em locais separados). Estes sistemas são frequentes em residências e em pequenos edifícios comerciais. Nestes sistemas, a serpentina do evaporador - situada no local a climatizar - é ligada a um condensador remoto através de canalizações de pequeno diâmetro em vez de condutas grandes.
Num sistema de ar condicionado, a desumidificação é realizada pelo evaporador. Uma vez que o evaporador opera a uma temperatura inferior à do ponto de orvalho, a humidade do ar condensa-se nos tubos da serpentina do evaporador. Esta humidade é recolhida no fundo do evaporador por um tabuleiro e removida através de um cano de esgoto de condensados para um dreno central ou mesmo para o chão no exterior. Um desumidificador consiste num aparelho do tipo de um ar condicionado, que controla a humidade de um compartimento ou de um edifício completo. Normalmente, é usado em caves que dispõem de uma mais elevada humidade relativa devido à sua temperatura mais baixa e à propensão para maior acumulação de humidade nas suas paredes e pavimentos. Em estabelecimentos de venda de alimentos, as grandes câmaras frigoríficas são altamente eficientes na desumidificação do ar interior. Em contrapartida, existem também humidificadores, que consistem em aparelhos para aumento da humidade.
Os edifícios com ar condicionado têm frequentemente as janelas seladas, uma vez que a abertura destas iria prejudicar o esforço do sistema de AVAC em manter constantes as condições do ar interior.
Todos os sistemas de ar condicionado modernos estão equipados com filtros de ar. Estes são normalmente feitos de um material leve do tipo gaze e devem ser substituídos assim que as suas condições o obriguem, excepto alguns modelos que são laváveis. Como exemplos, tanto num edifício com um ambiente empoeirado como numa casa com animais de pêlo irá ser necessário uma maior número de substituições de filtros do que num edifício onde não existam tantas sujidades. A não substituição dos filtros conforme o necessário irá contribuir para uma taxa de permutação de calor inferior, resultando no desperdício de energia, no encurtamento da vida do equipamento e, consequentemente, no aumento dos custos. Além disso, a não substituição provocará uma diminuição do fluxo de ar, resultando no congelamento das serpentinas do evaporador, o que poderá provocar o impedimento da passagem de qualquer ar. Adicionalmente, filtros muito sujos ou colmatados podem provocar sobreaquecimento durante a fase de aquecimento do ciclo de refrigeração, resultando em danos possíveis nos componentes eletromecânicos ou mesmo num incêndio.
É importante ter em mente que, uma vez que o ar condicionado, move o calor da serpentina interior (evaporador) para a serpentina exterior (condensador), esta última deve manter-se tão limpa como a anterior. Isto significa que, além da substituição do filtro de ar junto à serpentina do evaporador, também é necessário limpar regularmente a serpentina do condensador. A falha em manter o condensador limpo irá resultar eventualmente em danos no compressor, uma vez que a serpentina do condensador é responsável por descarregar tanto o calor interior (captado pelo evaporador) como aquele gerado pelo motor elétrico que aciona o compressor.
O ar novo exterior é normalmente captado para dentro do sistema através de um ventilador na secção do evaporador. O ajustamento da percentagem do ar de retorno composto por ar novo pode ser normalmente ajustada através da manipulação da abertura do ventilador.

## Refrigeração

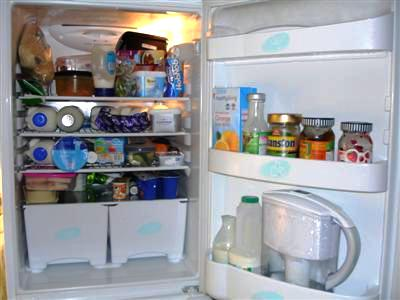
Frigorífico doméstico para conservação de alimentos.

A refrigeração consiste no processo de remoção de calor de um espaço fechado ou de uma substância, movendo-o para um local onde o mesmo não seja problemático. Para além de ser uma das funções do ar condicionado e mesmo da ventilação, existe também uma tecnologia específica de refrigeração, vocacionada sobretudo para a conservação de alimentos e de outros produtos, que frequentemente é agrupada com a AVAC, formando a AVAC & R. Os principais fins desta tecnologia são o de baixar a temperatura do espaço ou substância a refrigerar e o de manter essa baixa temperatura.
Qualquer processo natural ou artificial pelo qual o calor seja dissipado está incluído na refrigeração. O processo de produzir artificialmente temperaturas extremamente baixas é conhecido como "criogenia".
O frio consiste na ausência de calor. Assim, para se reduzir a temperatura tem que se "retirar calor" e não "adicionar frio". De modo a satisfazer a Segunda Lei da Termodinâmica, para se obter aquilo, tem que ser realizada alguma forma de trabalho. Este trabalho é tradicionalmente realizado de forma mecânica, mas pode também ser realizado através de magnetismo, de laser e de outras formas.

## Poupança energética e sustentabilidade ambiental
Desde a década de 1970, tem havido um esforço crescente, por parte de fabricantes e projetistas de sistemas de AVAC, no sentido de os tornar energicamente mais eficientes. Inicialmente, este esforço teve como força motriz o crescimento dos custos da energia. Posteriormente, também contribuiu fortemente para esse esforço a consciência ambiental e a consequente necessidade da redução da poluição e do aquecimento global.
Para além da eficiência energética, têm sido tomadas outras medidas no sentido de tornar os sistemas de AVAC ambientalmente mais sustentáveis, como a eliminação dos fluídos refrigerantes prejudiciais à camada de ozônio.